# Revolution Begins
Revolution Begins — третий мини-альбом, а также первый сингл с альбома Rise of the Tyrant шведской мелодик-дэт-метал-группы Arch Enemy, вышедший 31 августа 2007 года в Германии, Австрии и Швейцарии, 3 сентября в Греции и 5 сентября в Швеции и Финляндии. Официально о нём было объявлено 20 августа. Помимо двух песен с альбома Rise of the Tyrant, в него вошла кавер-версия песни «Walk in the Shadows» группы Queensrÿche, а также концертная версия песни «I Am Legend / Out for Blood» с предыдущего альбома группы, Doomsday Machine, записанная во время турне группы по Южной Америке весной 2007. Следует заметить, что ранее группа не выпускала синглов — помимо альбомов у Arch Enemy выходили только EP.

## Список композиций
1. «Revolution Begins» — 4:11
2. «Blood on Your Hands» — 4:40
3. «Walk in the Shadows» (кавер-версия песни Queensrÿche) — 3:07
4. «I Am Legend / Out for Blood» (live 2007) — 5:36

## Участники записи
- Ангела Госсов — вокал
- Майкл Эмотт — соло-гитара
- Кристофер Эмотт — ритм-гитара
- Шарли Д’Анджело — бас-гитара
- Даниэль Эрландссон — ударные